# Bryan Adams (àlbum)
Bryan Adams és el títol de l'àlbum de debut en solitari del rocker canadenc Bryan Adams. Va sortir al mercat el febrer de 1980 a A&M Records.
A principis de 1978, Bryan Adams va formar amb Jim Vallance, del grup Prism, un equip per escriure cançons a duo. A&M els va contractar.
El primer single era Hidin' from love. Tot i que el disc no va tenir notorietat en el debut, va ser l'oportunitat del grup canadenc per aparèixer a la ràdio, fer gires, aconseguir agents i mànagers i fer-se un lloc en el negoci musical. La primera gira va ser per Canada, tocant en clubs i universitats.

## Cançons de l'àlbum
- Hidin' from Love - 3:17
- Win Some, Lose Some - 3:47
- Wait and See - 3:05
- Give Me Your Love - 2:54
- Wastin' Time - 3:34
- Don't Ya Say It - 3:21
- Remember - 3:41
- State of Mind - 3:15
- Try to See It My Way - 4:03